# هوانگ دونگپینگ
هوانگ دونگپینگ (انگلیسی: Huang Dongping؛ زادهٔ ۲۰ ژانویهٔ ۱۹۹۵) بدمینتون‌باز زن اهل چین است.